# Devene, Vrața
Devene (în bulgară Девене) este un sat în comuna Vrața, regiunea Vrața,  Bulgaria. 

## Demografie
Componența etnică a satului Devene
     Romi (7,26%)
     Bulgari (87,4%)
     Nicio identificare (5,32%)
     Altele (0,77%)
La recensământul din 2011, populația satului Devene era de 1.032 locuitori. Din punct de vedere etnic, majoritatea locuitorilor (87,4%) erau bulgari, cu o minoritate de romi (7,26%). Pentru 5,32% din locuitori nu este cunoscută apartenența etnică.